# Playa de Guadalmar
La Playa de Guadalmar es una playa del distrito de Churriana de la ciudad de Málaga, en Andalucía, España. Se trata de una playa semiurbana de arena oscura situada en el litoral oeste de la ciudad, entre la playa de San Julián y la playa del Guadalhorce. Está situada en el barrio homónimo. Tiene unos 400 metros de longitud y unos 30 metros de anchura media. Cuenta con servicios de papeleras, duchas, recogida de residuos, alquiler de sombrillas y hamacas, etc.